# 야키우 푼킨
야키우 흐리호로비치 푼킨(우크라이나어: Я́ків Григо́рович Пу́нкін, 러시아어: Я́ков Григо́рьевич Пу́нкин 야코프 그리고리예비치 푼킨[*], 1921년 12월 8일~1994년 10월 12일)은 소련과 우크라이나의 레슬링 선수, 지도자이다. 1952년 하계 올림픽 그레코로만형 페더급 금메달을 획득했다.